# Étiolles
 Étiolles  es una población y comuna francesa, ubicada en la región de Isla de Francia, departamento de Essonne, en el distrito de Évry y cantón de Saint-Germain-lès-Corbeil.

## Demografía
| 774 | 1208 | 1530 | 1570 | 2107 | 2548 |
| Para los censos de 1962 a 1999 la población legal corresponde a la población sin duplicidades (Fuente: INSEE [Consultar]) |      |      |      |      |      |